# Tmesisternus postflavescens
Tmesisternus postflavescens är en skalbaggsart som beskrevs av Stefan von Breuning 1948. Tmesisternus postflavescens ingår i släktet Tmesisternus och familjen långhorningar.
Artens utbredningsområde är Irian Jaya. Inga underarter finns listade i Catalogue of Life.